# Rhachitopis nigripes
Rhachitopis nigripes är en insektsart som beskrevs av Boris Petrovich Uvarov 1922. Rhachitopis nigripes ingår i släktet Rhachitopis och familjen gräshoppor. Inga underarter finns listade i Catalogue of Life.